# GMC Vandura

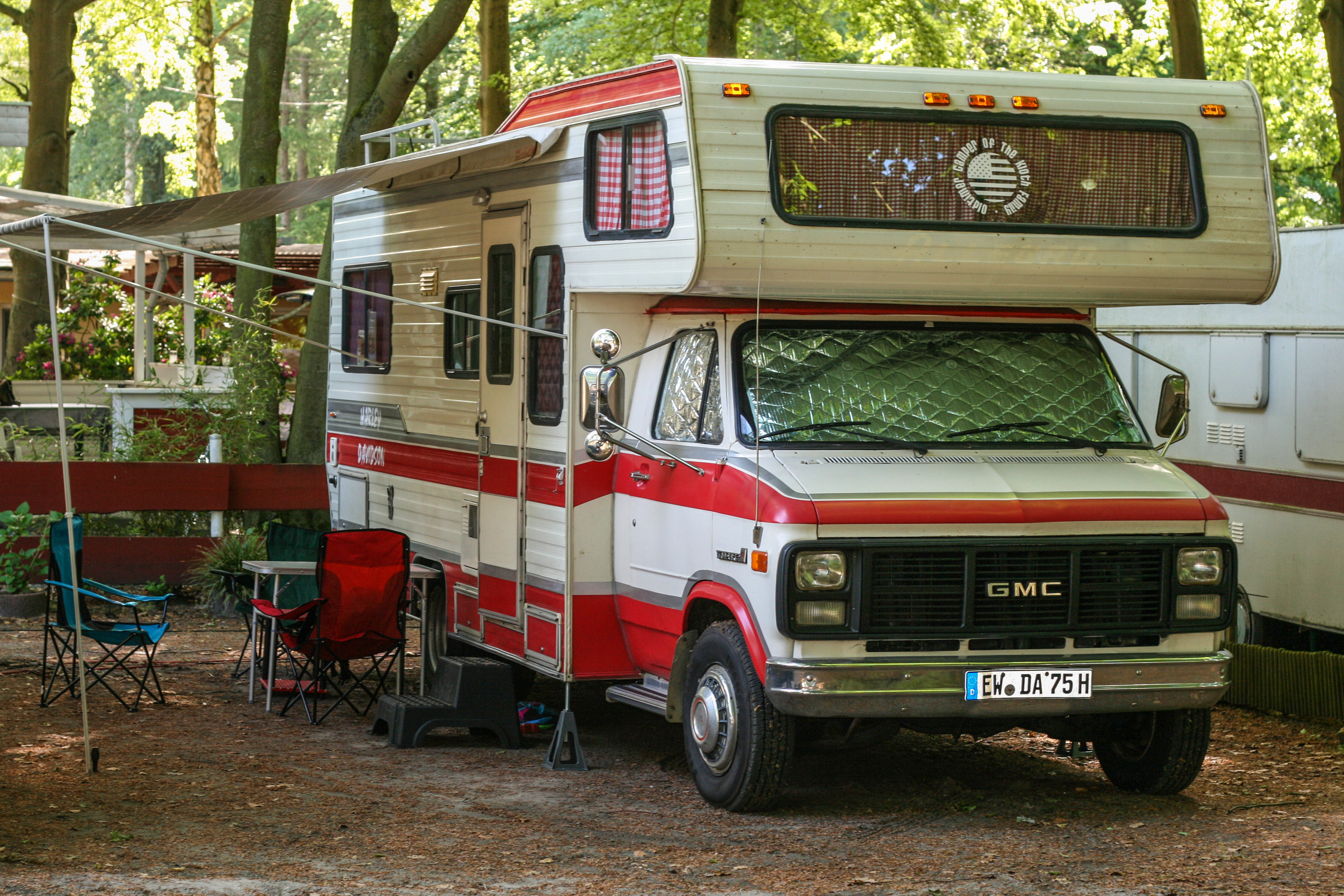
GMC Vandura G30

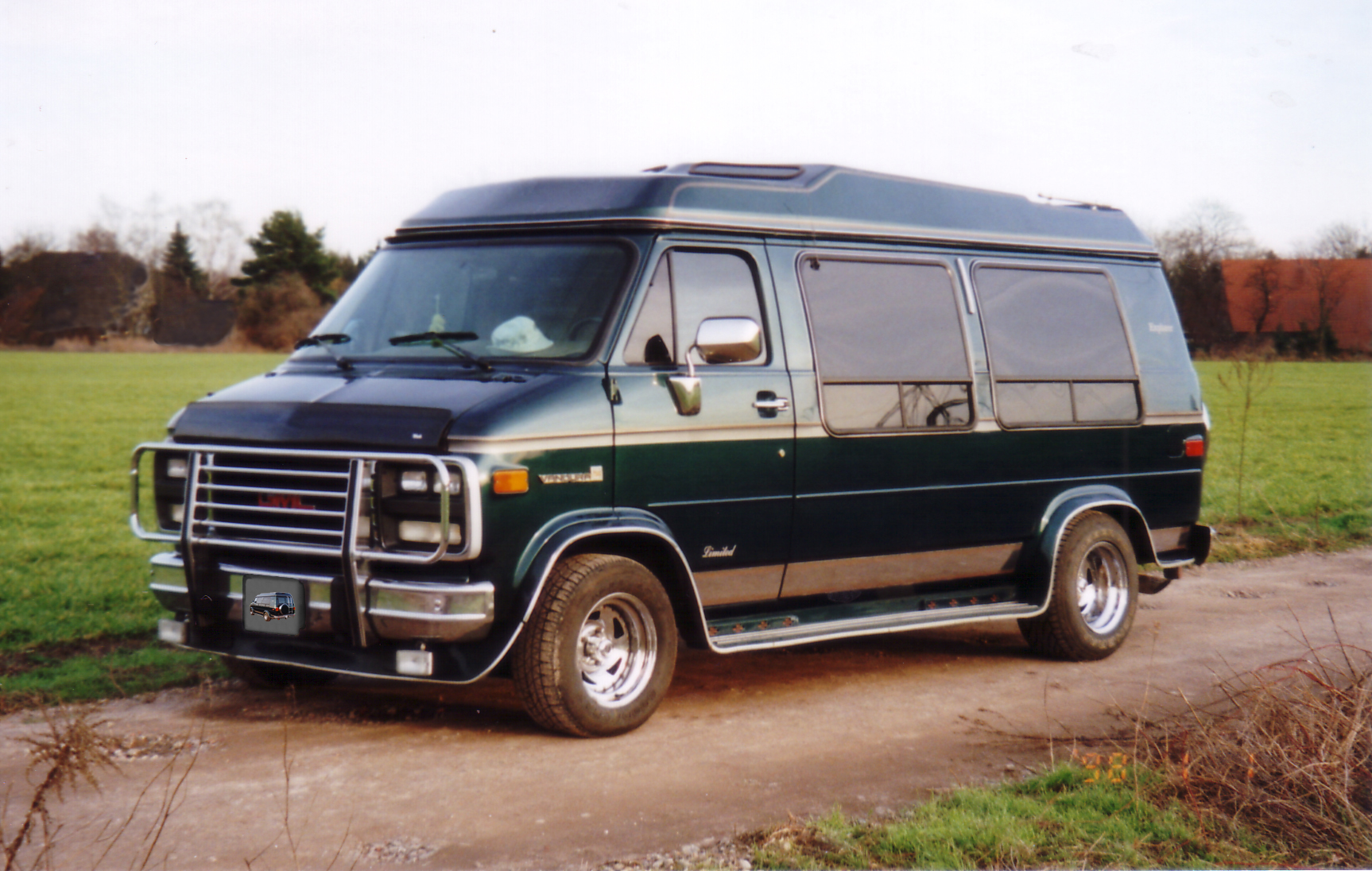
1994 GMC Vandura 2500 Limited Explorer Edition

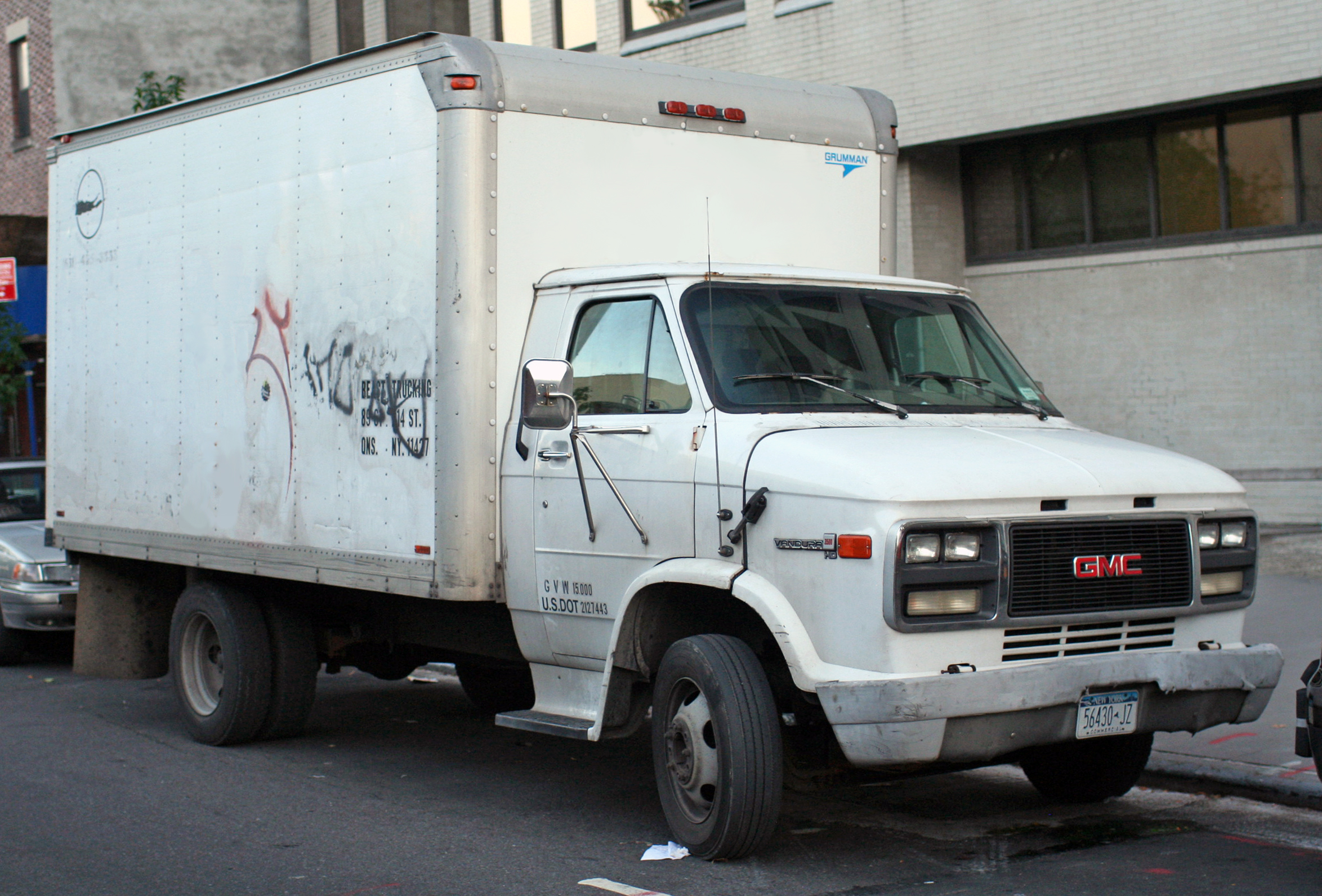
1995 GMC Vandura 3500 HD als Kastenwagen

Der GMC Vandura ist ein Kleintransporter des US-amerikanischen Automobilherstellers GMC, einer Marke von General Motors.

## Geschichte
Der Vandura wurde von 1968 bis 1996 produziert. Danach wurde er vom Savana abgelöst.

## Varianten
Der GMC Vandura wurde baugleich mit dem Chevrolet G20 (umgangssprachlich auch Chevy Van genannt) gefertigt, gilt jedoch als luxuriöses und qualitativ hochwertigeres Modell. Gebaut wurde der Vandura als mittelgroßer Lkw, als Kleintransporter oder als Kleinbus, wobei die Kleinbusse von diversen Ausstattern (Explorer, Starcraft, 707, Mark, …) zu Conversion Vans umgebaut wurden. Diese sind heutzutage noch vereinzelt weltweit anzutreffen und werden von vielen Besitzern ganz individuell verschönert oder sogar umgebaut, sodass jeder Van seine einzigartige Note erhält.

### Die Bauform
Die Bauformen der Vans sind durch folgende Bezeichnungen charakterisiert:
- G10 („1/2 Ton“): Hinterradantrieb; kurzer Radstand und mittlerer Radstand
- G20 („3/4 Ton“): Hinterradantrieb; mittlerer Radstand
- G30 („1 Ton“): Hinterrad- oder Allradantrieb; mittlerer Radstand und langer Radstand

Für den G30 gab es eine kurze und eine lange Hinterachsübersetzung, wahlweise auch mit mechanischer Differentialsperre, für den G20 gab es optional eine automatische Differentialsperre.

### Dach
Grundsätzlich gibt es zwei unterschiedliche Dachvarianten:
- Lowtop: herkömmliches Dach
- Hightop: erhöhtes Dach

Die Lowtopdächer bieten keine großen Variationsmöglichkeiten, im Gegensatz dazu sind bei den Hightops mit der Zeit die verschiedensten Dachkonstruktionen entstanden.

### Der Motor
Grundsätzlich wird das Fahrzeug mit Benzin- oder Dieselmotor angeboten.

#### Benzin
Das Herzstück eines Vanduras ist in der Regel ein 5,7-Liter-V8-Motor. Des Weiteren gibt es auch folgende Varianten:
- 4,3-Liter-V6
- 5,0-Liter-V8
- 7,4-Liter-V8

#### Diesel

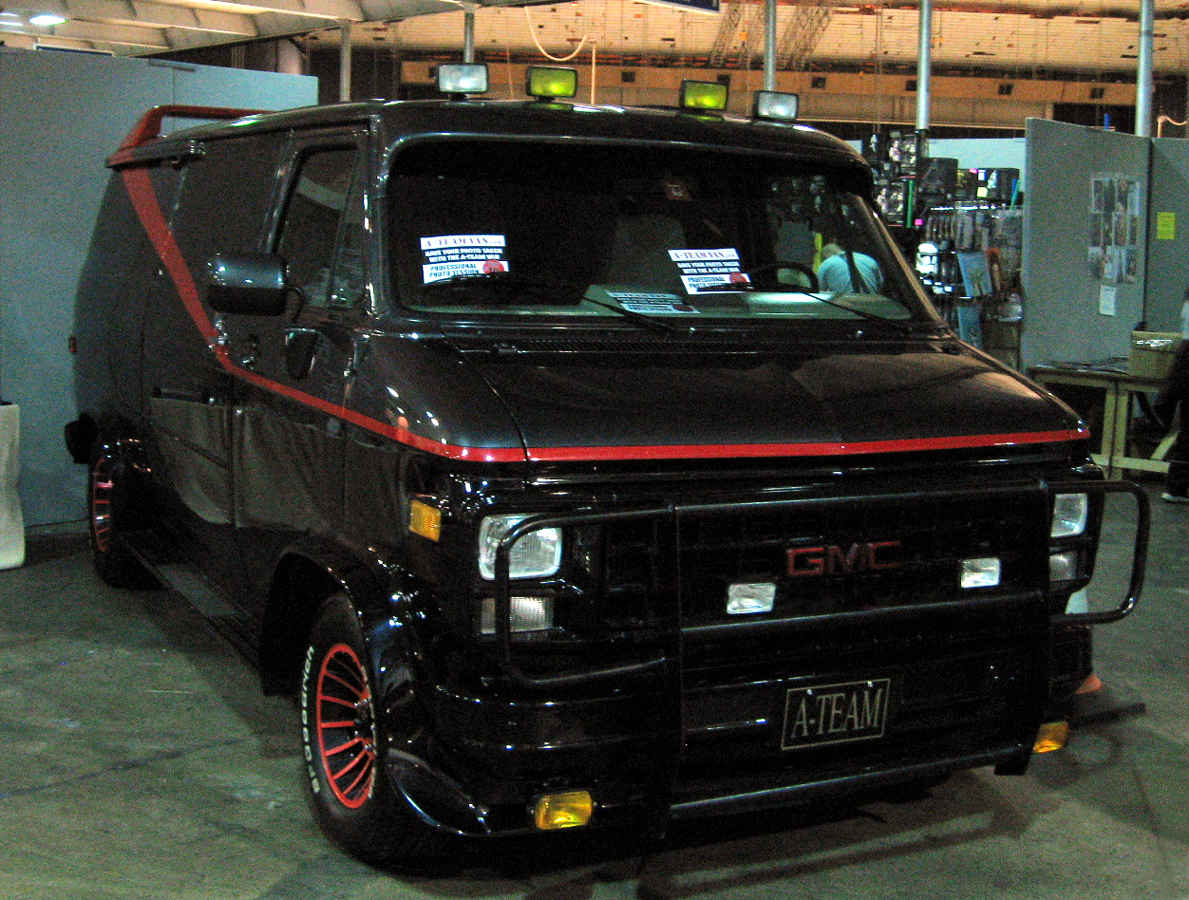
Der A-Team-Van, gezeigt auf der London Film And Comic Con 07

- 6,2-Liter-V8-Saugdiesel
- 6,5-Liter-V8-Saugdiesel
- 6,5-Liter-V8-Turbodiesel

## Trivia
Der GMC Vandura ist bekannt durch die US-Fernsehserie Das A-Team. In dieser vereint der 83er GMC Vandura die vier Serienhelden und bietet neben Mr. T alias B. A. Baracus einen hohen Wiedererkennungswert. Das Fahrzeug wurde in der Serie bereits vor der Markteinführung verwendet. Wie bei fast allen US-Fahrzeugen dieser Zeit, blieb der Verkauf auf die USA beschränkt, da insbesondere der Verbrauch, aber auch die veralteten Technologien, einen Export unmöglich machten.